# Henri Vignet
Henri Vignet, né le 22 février 1857 à Rouen et mort le 25 décembre 1920 à Nyons, est un décorateur, antiquaire, musicien, naturaliste et peintre français.

## Biographie
Vignet démontre très jeune ses capacités artistiques en copiant des compositions. En 1875, il peint sa première œuvre, une vue de Meudon. Il entre alors à l'Académie de peinture Sainte-Marie et devient élève de Zacharie et de Lebel. En 1884, il expose au Salon de Rouen et en 1887, participe à la décoration du Cabaret du Clair de Lune à Rouen. En 1890, il décore aussi le cirque Rancy. Remarqué au Salon de 1891, il est récompensé d'une médaille de bronze et reçoit une mention honorable à celui de 1895.
Il participe à de très nombreux autres salons. Après un séjour au sanatorium d'Oissel, il meurt le 25 décembre 1920 des suites d'une hémorragie cérébrale. Ses obsèques sont célébrées dans la cathédrale Notre-Dame de Rouen et il est inhumé au cimetière monumental de Rouen. Il est un des fondateurs de l'École de Rouen.

## Distinctions
- Officier d'académie

## Œuvres
- Rue à Arbois, Jura (1902)

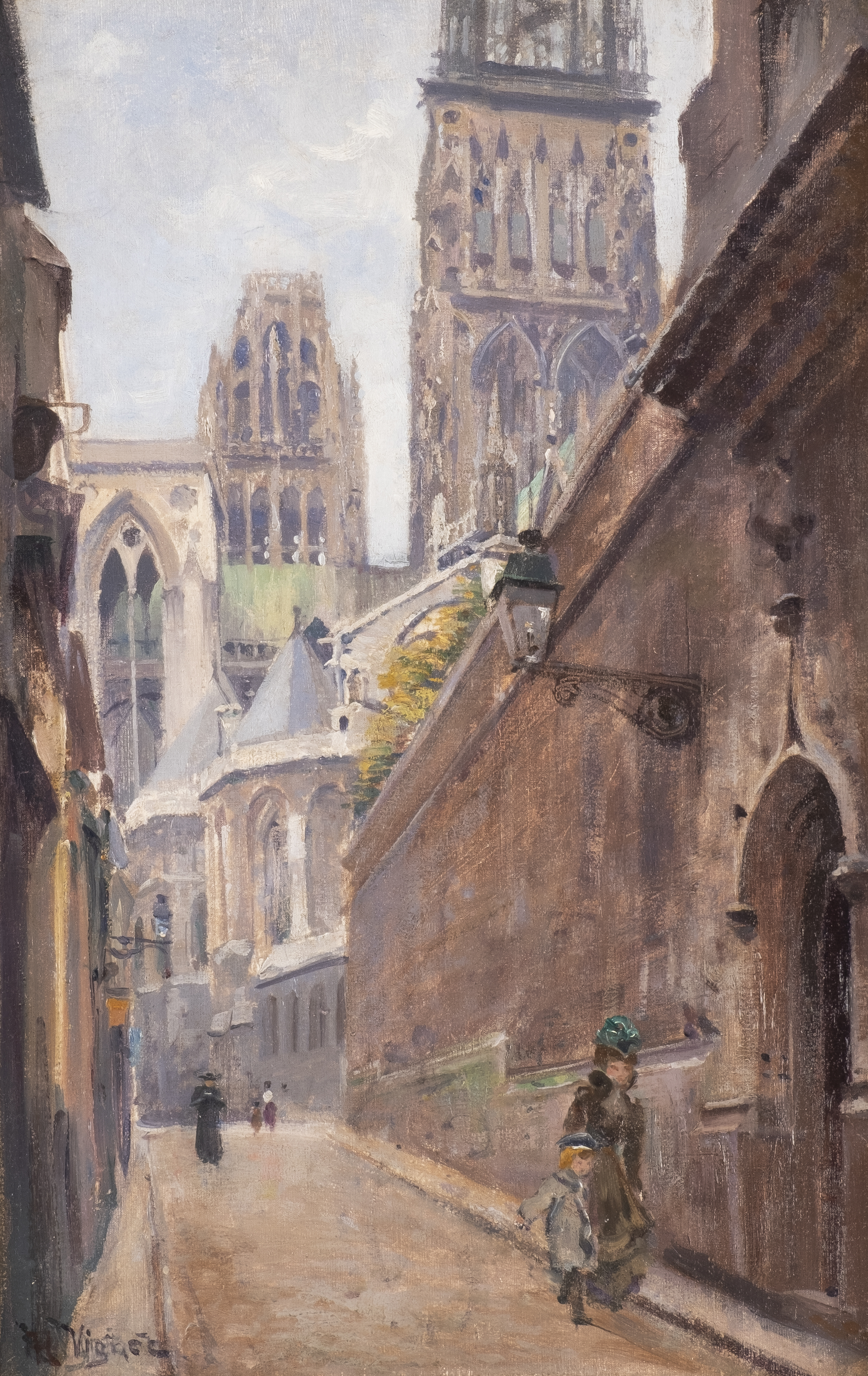
Henri Vignet: Vue de Rouen

- Vue de Paris depuis Montmartre (1902)
- Le vieux Montmartre (1903)
- Paris, les quais (1904)
- Le Chevet de l'Église Saint-Maclou, soleil couchant (1905)
- La Cour d'Albane, Rouen (1911)
- La Cathédrale de Rouen (1912)
- Rue Guillaume le Conquérant, Rouen (1912)
- Vue de Rouen depuis les toits de la Cathédrale (1912)
- Rouen, l'abside de l'église Saint-Maclou (1912)
- Fuenterrabia (1914)